# RIL (Rollet International Limited) Robot
RIL (Rollet International Limited) Robot (Robot) је била конзола за игру фирме RIL (Rollet International Limited) која је почела да се производи у Француској од 1978. године.
Користила је AY-3-8500 (General Instruments) као микропроцесор.

## Детаљни подаци
Детаљнији подаци о конзоли Robot су дати у табели испод.
|                       |                                |
| [ 1 ]                 |                                |
| Произвођач            |                                |
| Тип                   | играчка конзола                |
| Меморија              |                                |
| Поријекло             | Француска                      |
| Година                | 1978                           |
| Тастатура             | 2 палице за игру, Serve, Reset |
| Процесор              |                                |
| Фреквенција процесора |                                |
| RAM                   |                                |
| ROM                   |                                |
| Текст                 |                                |
| Графика               |                                |
| Боја                  | црно и бијело                  |
| Звук                  | уграђени звучник               |
| Димензије             | 21 фунта                       |
| Портови               |                                |
| Оперативни систем     |                                |